# Гуляев, Валерий Иванович
Вале́рий Ива́нович Гуля́ев (9 января 1938, Москва — 20 марта 2022, там же) — советский и российский археолог и историк, специалист по цивилизациям Мезоамерики. Доктор исторических наук (1978), профессор, сотрудник Института археологии РАН.

## Биография
В 1960 году окончил по кафедре археологии исторический факультет МГУ им. М. В. Ломоносова. С этого же года стал работать в Институте археологии АН СССР на должности младшего научного сотрудника. В дальнейшем — старший научный сотрудник.
В 1966 году защитил кандидатскую диссертацию «Древние цивилизации Мезоамерики: происхождение и развитие высоких культур Мексики, Гватемалы и Гондураса по археологическим данным». Докторская будет: «Города древних майя: структура и функция города в раннеклассовом обществе».
В 1986—1995 годах заведующий Отделом теории и методики Института археологии.
В 1990—2003 годах заместитель директора Института археологии АН СССР (РАН).
В 1991—1993 годах заместитель, в 1994—2002 годах главный редактор научного журнала «Российская археология».
Участник многих экспедиций в России и за рубежом (Ирак, Куба, Мексика). Более 15 лет возглавлял археологическую экспедицию, ведущую раскопки скифских курганов на среднем Дону. В течение многих лет участвовал в раскопках месопотамских памятников древности.
«Книги В. И. Гуляева — лучшее из научно-популярной литературы, написанной на русском языке по мезоамериканской истории и археологии», — отмечал российский мезоамериканист Дмитрий Беляев в 2010 году.
Похоронен на Даниловском кладбище.

## Основные работы
- Гуляев В. И. Америка и Старый Свет в доколумбову эпоху / Отв. ред. А. Л. Монгайт. — М.: Наука, 1968. — 184 с. — 25 000 экз. (обл.)
- Гуляев В. И. Древнейшие цивилизации Мезоамерики. — М.: Наука, 1972. — 278 с. — 3450 экз. (обл.)
- Гуляев В. И. Идолы прячутся в джунглях. — М.: Молодая гвардия, 1972. — 208 с. — (Бригантина). — 100 000 экз. (обл.)
- Гуляев В. И. По следам конкистадоров / Отв. ред. М. С. Альперович. — М.: Наука, 1976. — 160 с. — (Научно-популярная серия). — 50 000 экз. (обл.)
- Гуляев В. И. Сколько раз открывали Америку?. — М.: Знание, 1978. — 112 с. — (Прочти, товарищ!).
- Гуляев В. И. Города-государства майя: структура и функции города в раннеклассовом обществе. — М.: Наука, 1979. — 304 с. — 9700 экз. (в пер.)
- Гуляев В. И. Древние майя: Загадки погибшей цивилизации. — М.: Знание, 1983. — 176 с. — 100 000 экз. Архивировано 12 мая 2013 года. (обл.)
- Гуляев В. И. Забытые города майя: проблемы искусства и архитектуры. — М.: Искусство, 1984. — 184 с. — 30 000 экз. (в пер.)
- Гуляев В. И. Доколумбовы плавания в Америку: мифы и реальность. — М.: Международные отношения, 1991. — 192 с. — (К 500-летию открытия Америки). — 50 000 экз. — ISBN 5-7133-0313-6. (обл.)
- Гуляев В. И. Археология Центральной Америки. — М.: Наука, 1992. — 168 с.
- Гуляев В. И. Загадки погибших цивилизаций. — М.: Просвещение, 1992. — 160 с. — 40 000 экз. — ISBN 5-09-003811-2. (обл.)
- Гуляев В. И. Шумер. Вавилон. Ассирия: 5000 лет истории. — СПб.: Алетейя, 2004. — 440 с. — (Сокровенная история цивилизаций). — 1000 экз. — ISBN 5-89321-112-X;. (в пер.)
- Гуляев В. И. В стране первых цивилизаций: Ирак. — М.: Таус, 2006. — 280 с. — (Популярная археология). — 1000 экз. — ISBN 5-903011-03-9. (в пер.)
- Гуляев В. И. Под личиной ацтекского бога: Испанское завоевание Мексики. — М.: Таус, 2006. — 312 с. — (Популярная археология). — 1000 экз. — ISBN 5-903011-07-1. (в пер.)
- Гуляев В. И. Кто открыл Америку?. — М.: Таус, 2007. — 256 с. — (Популярная археология). — 1000 экз. — ISBN 978-5-903011-18-6. (в пер.)
- Гуляев В. И. Древние цивилизации Америки. — М.: Вече, 2008. — 448 с. — (Terra Historica). — 3000 экз. — ISBN 978-5-9533-1975-1. (в пер.)
- Гуляев В. И. Доколумбовы плавания в Америку. — М.: Ломоносовъ, 2010. — 216 с. — (История. География. Этнография). — 3000 экз. — ISBN 978-5-91678-066-6. (в пер.)
- Гуляев В. И. Загадки индейских цивилизаций. — М.: Ломоносовъ, 2010. — 192 с. — (История. География. Этнография). — 1500 экз. — ISBN 978-5-91678-077-2. (в пер.)
- Гуляев В. И. Тайны древних городов: Ближний Восток и Мезоамерика. — М.: АСТ-Пресс Книга, 2012. — 320 с. — (Сюрпризы истории). — ISBN 978-5-462-01305-8. (в пер.)
- Гуляев В. И. Скифы Северного Причерноморья в VII–IV вв. до н.э. (старые проблемы – новые решения). — 2-е изд. — М.: ИА РАН, 2019. — 654 с. — 500 экз. — ISBN 978-5-94375-271-1.
- Гуляев В. И. Культ медведя у населения Восточной Европы в скифскую эпоху. — М.: ИА РАН, 2020. — 248 с. — ISBN 978-5-94375-322-0.

Статьи
- д. ист. н. В. Гуляев. Пожар, устроенный археологами // журнал "Наука и жизнь", № 2, 1980. стр.27
- д. ист. н. В. Гуляев. Гибель Чальчуапы и Серена // журнал "Наука и жизнь", № 4, 1981. стр.129-133
- Общие проблемы археологии Среднего Дона скифского времени // Археология Среднего Дона в скифскую эпоху. Труды Потуданской археологической экспедиции ИА РАН, 1993—2000 гг. М., 2001.
- Ещё раз к вопросу об этнокультурной ситуации в Среднем Подонье в скифское время (V—IV вв. до н. э.) // Археология Среднего Дона в скифскую эпоху. Труды Донской (Потуданской) археологической экспедиции ИА РАН, 2001—2003 гг. М., 2004.
- Изучение погребального обряда в зарубежной археологии // Российская археология, № 2, 2006.
- Мотив медведя в «жертвенной позе» в скифо-сибирском искусстве // КСИА, № 243, 2016.
- Антропомофные поясные пряжки скифского времени из Крыма // КСИА, № 246, 2016.
- Богиня Кибела — владычица зверей — в скифском искусстве // Российская археология, № 1, 2018.